# سيمون تايبلينغ
سيمون تايبلينغ (بالسويدية: Simon Tibbling)‏ (7 سبتمبر 1994 ستوكهولم السويد - ) هو لاعب كرة قدم سويدي، يلعب كلاعب وسط، شارك في كرة القدم في الألعاب الأولمبية الصيفية 2016.

## وصلات خارجية
سيمون تايبلينغ على موقع الاتحاد الأوربي (الإنجليزية)
- سيمون تايبلينغ على موقع اتحاد النرويج (النرويجية)
- سيمون تايبلينغ على موقع اتحاد السويد (السويدية)
- سيمون تايبلينغ على موقع قاعدة بيانات كرة القدم.إي يو (الإنجليزية)
- سيمون تايبلينغ على موقع ناشيونال فوتبول تيمز (الإنجليزية)
- سيمون تايبلينغ على موقع Soccerway.com (الإنجليزية)
- سيمون تايبلينغ على موقع عالم كرة القدم.نت (الإنجليزية)
- سيمون تايبلينغ على موقع أوليمبيديا (الإنجليزية)
- سيمون تايبلينغ على موقع اللجنة الأولمبية السويدية (السويدية)
- سيمون تايبلينغ على موقع AS.com (الإسبانية)